# Nikolay Kucherskiy
Nikolay Ivanovich Kucherskiy (en ruso: Николай Иванович Кучерский; 21 de julio de 1937, Melitopol – 13 de diciembre de 2018, Óblast de Moscú) fue un industrial uzbeko y director general del Combinado de Minería y Metalurgia de Navoi de 1985 a 2008. Trabajaba en el Combinado de Minería y Metalurgia de Navoi desde 1961. En 1996 recibió el título de Héroe de Uzbekistán.

## Biografía
Nikolay Kucherskiy nació el 21 de julio de 1937 en Melitópol. En 1961 se graduó en ingeniería de minas en el Instituto de Minería de Dnipropetrovsk. Comenzó su carrera profesional en 1961 como maestro de minas en Uchkuduk y luego trabajó como jefe de sección, director de cantera, ingeniero jefe y, más tarde, director del Departamento Central de Minerales.
A lo largo de su carrera, Kucherskiy estuvo estrechamente involucrado con la industria minera de uranio y oro en Uzbekistán. En 1985, fue nombrado director general del Combinado de Minero – Metalúrgico de Navoi. Kucherskiy tenía un título de Doctor en Ciencias Técnicas y fue reconocido como Ingeniero de Honor de Uzbekistán. Fue profesor en el Instituto Estatal de Minería de Navoi y en el Instituto de Diseño, Construcción y Explotación de Carreteras de Taskent. Realizó investigaciones científicas durante su carrera. Kucherskiy también sirvió como miembro del Oliy Majlis (parlamento) y del Senado del Oliy Majlis de la República de Uzbekistán. Falleció el 13 de diciembre de 2018 en una de las clínicas de la región de Moscú y fue enterrado en Moscú en el cementerio Khovanskoye.

## Premios
- Héroe de Uzbekistán (26 de agosto de 1996).[8][1][2][4][9][10][3]
- Orden de “Respetado por el Pueblo y la Patria” (25 de agosto de 2000).[11][1][2][9]
- Orden de “Por el Servicio Desinteresado” (20 de julio de 2007).[12][4]
- Orden de "Amistad" (25 de agosto de 1994).[13][1][2][9]
- Orden del Príncipe Yaroslav el Sabio, 5.ª clase (17 de julio de 2007, Ucrania).[14]
- Orden "Al Mérito", 3ª clase (16 de diciembre de 2002, Ucrania).[15]
- Orden de la Revolución de Octubre (1983).
- Orden de la Bandera Roja del Trabajo (1970).
- Orden de la Insignia de Honor (1966).
- Dos premios estatales de la URSS (1980 y 1987).